# 埃爾多拉多鎮區 (內布拉斯加州克萊縣)
埃爾多拉多鎮區（英語：Eldorado Township）是位於美國內布拉斯加州克萊縣的一個行政鎮區。

## 地方資料
埃爾多拉多鎮區的面積為92.61平方千米，皆為陸地。根據2020年美國人口普查的數據，當地共有人口96人，而人口密度為每平方千米1.04人。